# Comté d'Arlon
Le comté d'Arlon, plus tard Marquisat d'Arlon, est une éphémère juridiction féodale du Saint Empire romain germanique centrée sur château d'Arlon. Il a été organisé en comté au IXe siècle. Très peu d'informations sont parvenues de la maison comtale d'Arlon jusqu'au XIe siècle, bien qu'il existe des données selon lesquelles le comté existait le 8 août 870 lorsque, le traité de partage entre Louis II de Germanie et Charles II le Chauve répartissait le royaume de Lotharingie et le comitatum. Arlon fut attribué à Charles. Il est passé à la lignée luxembourgeoise de la Maison de Limbourg-Arlon et donc au comté de Luxembourg.

## Territoire
Il se situait dans ce qui est maintenant la province belge de Luxembourg.

## Histoire
Les premiers comtes connus furent Conrad d'Arlon et son fils et successeur Waléran Ier d'Arlon dont on sait très peu de choses. Le comte suivant fut Waléran II d'Arlon, fils du dernier, qui épousa Judith, fille de Frédéric II de Luxembourg, duc de Basse Lotharingie, de la maison comtale des Ardennes (duc 1046-1065), qui apporta en dot à son mari les terres de Lengau (territoire qui après 1070 était le comté du Limbourg). Ainsi le comté d'Arlon était uni au Lengau ou Limbourg et en constituait la plus grande partie. Plus tard, Henri III, Duc de Limbourg et comte d'Arlon, érigea le Comté en Marquisat, qu'il céda à son fils Waléran IV, Marquis d'Arlon (et futur Waléran III Duc de Limbourg) afin qu'il le constitue en douaire en 1214 pour son épouse Ermesinde (1197-1247), héritière du comté de Luxembourg, mariée en premier mariage en 1196 à Thiébaut Ier de Bar (1158-1214), comte de Bar et de Luxembourg. À la mort de Waleran IV en 1226, le Marquisat passa à son fils de son second mariage avec Ermesinde, Henri V le Blond, ce qui unit le Marquisat d'Arlon aux terres du Comté de Luxembourg. Depuis ce moment et jusqu'en 1839, Arlon est restée unie au comté de Luxembourg.

## Liste des comtes d'Arlon
- Henri, 950/963 attesté, mort un 6 octobre (Maison d'Ardenne/Wigeriche)
- Konrad (vers 985 - 1032), peut-être un fils de Giselbert, comte de Moselgau (mort en 1004) (Maison d'Ardenne/Wigeriche)[1]
- Walram Ier d'Arlon (de) (vers 972 - 1052), comte d'Arlon
- Walram II d'Arlon (vers 998/1000 - avant 1082), attesté entre 1052-1070, comte d'Arlon
- Henri Ier (vers 1059 - 1119), fils ou gendre de Walram II, 1083 comte de Limbourg, 1101-1106 duc de Basse Lorraine (Maison de Limbourg-Arlon)
- Waléran II de Limbourg (vers 1085 - 1139), 1115-1119 comte d'Arlon (sous le nom de Waleran III), 1119 comte de Limbourg, 1128 duc de Basse Lorraine
- Henri II de Limbourg (vers 1111 - 1167), 1139 comte d'Arlon, 1140 duc de Limbourg, fils de Waléran II.
- Henri III de Limbourg (vers 1140 - 1221), 1167 duc de Limbourg et comte d'Arlon, fils de Henri II. Henri III érige le comté en marquisat et le cède à son fils Waléran afin qu'il le constitue en douaire pour son épouse Ermesinde de Luxembourg.

## Liste des Marquis d'Arlon
- Waléran III de Limbourg de 1221 à 1226, marquis d'Arlon (sous le nom de Waleran IV), seigneur de Montjoie, avoué de Duisbourg, comte de Luxembourg et duc de Limbourg.
- Henri V de Luxembourg de 1226 à 1264, marquis d'Arlon, comte de Luxembourg, de La Roche et de Namur.
- Henri VI de Luxembourg de 1281 à 1288, marquis d'Arlon, comte de Luxembourg.
- Henri VII de Luxembourg, empereur du Saint-Empire.

## Source
- (de) Cet article est partiellement ou en totalité issu de l’article de Wikipédia en allemand intitulé « Grafschaft Arlon » (voir la liste des auteurs).

- (ca) Cet article est partiellement ou en totalité issu de l’article de Wikipédia en catalan intitulé « Comtat d'Arlon » (voir la liste des auteurs).
- (en) Haute Noblesse de Lotharingie